# Праздники Гренады
Праздники в Гренаде — праздники, которые ежегодно отмечаются в Гренаде. На островную культуру сильно влияют африканские корни большинства гренадцев в сочетании с долгим опытом колониального правления страны под британским господством.

## Основные праздники Гренады

### 1 января:Новый год
Отмечается 1 января, в первый день года по современному григорианскому календарю, а также по юлианскому календарю. Календарный праздник, наступающий в момент перехода с последнего дня года в первый день следующего года.

### 7 февраля: День независимости Гренады от Великобритании с 1974 года
Отмечается парадами и церемониями в ознаменование независимости Гренады от Соединенного Королевства в 1974 году.

### (переменная):Страстная пятница
Христианский праздник, посвященный распятию Иисуса Христа и его смерти на Голгофе. Он отмечается во время Страстной недели как часть пасхального триденствия в пятницу, предшествующую Пасхе.

##### (переменная):Пасхальный понедельник;
День после Пасхи.

##### 1 мая: Индийский день прибытия;
Праздник, отмечаемый в разные дни в странах Карибского бассейна, Фиджи и Маврикия, в память о прибытии людей с индийского субконтинента в их соответствующую страну в качестве наёмного труда, привезённого европейскими колониальными властями и их агентами.

##### (переменная):Духов день;
Праздник, отмечаемый на следующий день после Троицы, подвижный праздник в христианском календаре.

##### (переменная):Праздник Тела и Крови Христовых;
Торжественное празднование реального присутствиея Тела и Крови, Души и Божества Иисуса Христа в элементах Евхаристии.

##### Первый понедельник августа:День освобождения, знаменующий конец рабства в Британской империи в 1834 году;
День во многих бывших европейских колониях в Карибском бассейне и районах США в различные даты в честь освобождения из порабощённых людей африканского происхождения.

##### 11 августа: Карнавал;
Ежегодный карнавальный конкурс генерирует новый материал для музыки сока (латиноамериканская танцевальная музыка, смесь соула и калипсо) в августе.

##### 25 октября:День Благодарения, посвященный вторжениюСШАв Гренаду в 1983 году;
Национальный праздник, который отмечается в разные дни в США, Канаде, Гренаде, Сент-Люсии и Либерии. Праздник знаменует годовщину вторжения на остров под руководством США в 1983 году в ответ на свержение и казнь социалистического премьер-министра Гренады Мориса Бишопа военным правительством из его собственной партии.

##### 25 декабря:Рождество;
Праздник в память о рождении Иисуса Христа.

##### 26 декабря:День подарков.
Праздник на следующий день после Рождества.